# Carex repens
Carex repens là một loài thực vật có hoa trong họ Cói. Loài này được Bellardi mô tả khoa học đầu tiên năm 1793.